# Teplička nad Váhom
Teplička nad Váhom és un poble i municipi d'Eslovàquia que es troba a la regió de Žilina, al centre-nord del país.

## Història
La primera menció escrita de la vila es remunta al 1267.

## Demografia
| Godina             | 1994 | 2004   | 2014    | 2024   |
| ------------------ | ---- | ------ | ------- | ------ |
| Nombre de persones | 3275 | 3413   | 4040    | 4389   |
| Diferència         |      | +4,21% | +18,37% | +8,63% |

| Godina             | 2023 | 2024   |
| ------------------ | ---- | ------ |
| Nombre de persones | 4406 | 4389   |
| Diferència         |      | −0,38% |